# أليسون كيلينج
أليسون كيلينج (بالإنجليزية: Alison Killing) (و. – م) هي مهندسة معمارية، ومصممة حضرية، من المملكة المتحدة، ولدت في نيوكاسل أبون تاين.

## جوائز
حصلت على جوائز منها:
- زمالة تيد (2014).